# Ginewet
Ginewet – wieś w Armenii, w prowincji Ararat. W 2011 roku liczyła 569 mieszkańców.